# Tityus achilles
Espèce
Tityus achilles est une espèce de scorpions de la famille des Buthidae.

## Distribution
Cette espèce est endémique du département de Cundinamarca en Colombie. Elle se rencontre vers La Vega.

## Description
Le mâle holotype mesure 66,4 mm, le mâle paratype 61,6 mm et la femelle paratype subadulte 53,7 mm.
Ce scorpion projette son venin.

## Systématique et taxinomie
Cette espèce a été décrite par Laborieux en 2024.

## Étymologie
Cette espèce est nommée en référence à Achille.

## Publication originale
- Laborieux, 2024 : « Biomechanics of venom delivery in South America’first toxungen-spraying scorpion. » Zoological Journal of the Linnean Society, vol. 202, no 4, p. 1-17.